# Krawczyk
Krawczyk (forma żeńska: Krawczyk, Krawczykowa, Krawczykówna; liczba mnoga: Krawczykowie) – nazwisko należące do grupy 20 najpopularniejszych nazwisk używanych w Polsce. Według bazy PESEL 17.01.2015 r. nosiło je 40 878 Polek i 40 572 Polaków. Najwięcej osób noszących to nazwisko mieszka w Warszawie i jej okolicach.

## Znani przedstawiciele
- Aneta Krawczyk (ur. 1975) – polska polityk
- Andrzej Krawczyk – ujednoznacznienie
- Bernard Krawczyk (ur. 1931) – polski aktor
- Desirae Krawczyk (ur. 1994) – amerykańska tenisistka
- Dorota Anna Krawczyk (ur. 1970) – polska inżynier środowiska
- Edward Krawczyk (1931-1986) – polski historyk wojskowości
- Gérard Krawczyk (ur. 1953) – francuski reżyser
- Henryk Krawczyk – ujednoznacznienie
- Jan Krawczyk – ujednoznacznienie
- Jarosław Krawczyk (ur. 1955) – polski historyk sztuki
- Jerzy Krawczyk – ujednoznacznienie
- Joanna Krawczyk (ur. 1987) – polska brydżystka
- Krzysztof Krawczyk – ujednoznacznienie
- Magdalena Krawczyk (ur. 1986) – polska lekkoatletka
- Marcin Krawczyk – ujednoznacznienie
- Marek Krawczyk – ujednoznacznienie
- Maria Krawczyk (ur. 1953) – polska aktorka
- Mikołaj Krawczyk (ur. 1981) – polski aktor
- Mirosław Krawczyk (ur. 1953) – polski aktor
- Richard Krawczyk (ur. 1947) – francuski piłkarz
- Robert Krawczyk (ur. 1978) – polski judoka
- Sławomir Krawczyk (ur. 1963) – polski kolarz
- Szymon Krawczyk (ur. 1988) – polski lekkoatleta
- Tadeusz Krawczyk (ur. 1959) – polski kolarz szosowy
- Wacław Krawczyk (1915-1987) – polski nauczyciel i krajoznawca łódzki

## Fikcyjni Krawczykowie
- Karol Krawczyk, główny bohater serialu Miodowe lata

## Inne znaczenia
- krawczyk zwyczajny (Orthotomus sutorius) – gatunek ptaka z rodziny chwastówek